# كارل ريتشارد ليبسيوس
كارل ريتشارد ليبسيوس ((باللاتينية: Carolus Richardius Lepsius)) (23 ديسمبر 1810  –  10 يوليو 1884) كان عالم مصريات ولغوي وعالم آثار حديثة بروسي.

## سيرة حياته
ولد في ناومبورج، ساكسونيا. والده هو كارل بيتر ليبسيوس،أستاذ كلاسيكيات من نومبورج، وأمه فريدريكه (اسم الميلاد جليزر)، كانت ابنة الملحن كارل لودفيج تراوجوت جليزر. كان اسم العائلة "LEPS", وحوله كارل الجد الأكبر من ناحية الأب «بيتر كريستوف بسيوس» إلى مقابله اللاتيني «ليبسيوس».

### النشأة
درس علم الآثار اليونانية والرومانية في جامعة لايبزيج (1829 – 1830)، وجامعة غوتنجن (1830 – 1832)، وجامعة فريدريك ويليام في برلين (1832 – 1833). بعد حصوله على الدكتوراه بأطروحته De tabulis Eugubinis عام 1833، سافر إلى باريس حيث حضر محاضرات لعالم الكلاسيكيات الفرنسي جان ليترون، وهو من أوائل من تتلمذوا على يد جان فرانسوا شامبليون وعمله في فك رموز اللغة المصرية، ثم زارأماكن جمع القطع المصرية المتناثرة في أنحاء أوروبا ودرس الطباعة الحجرية والنقش.

## أعماله

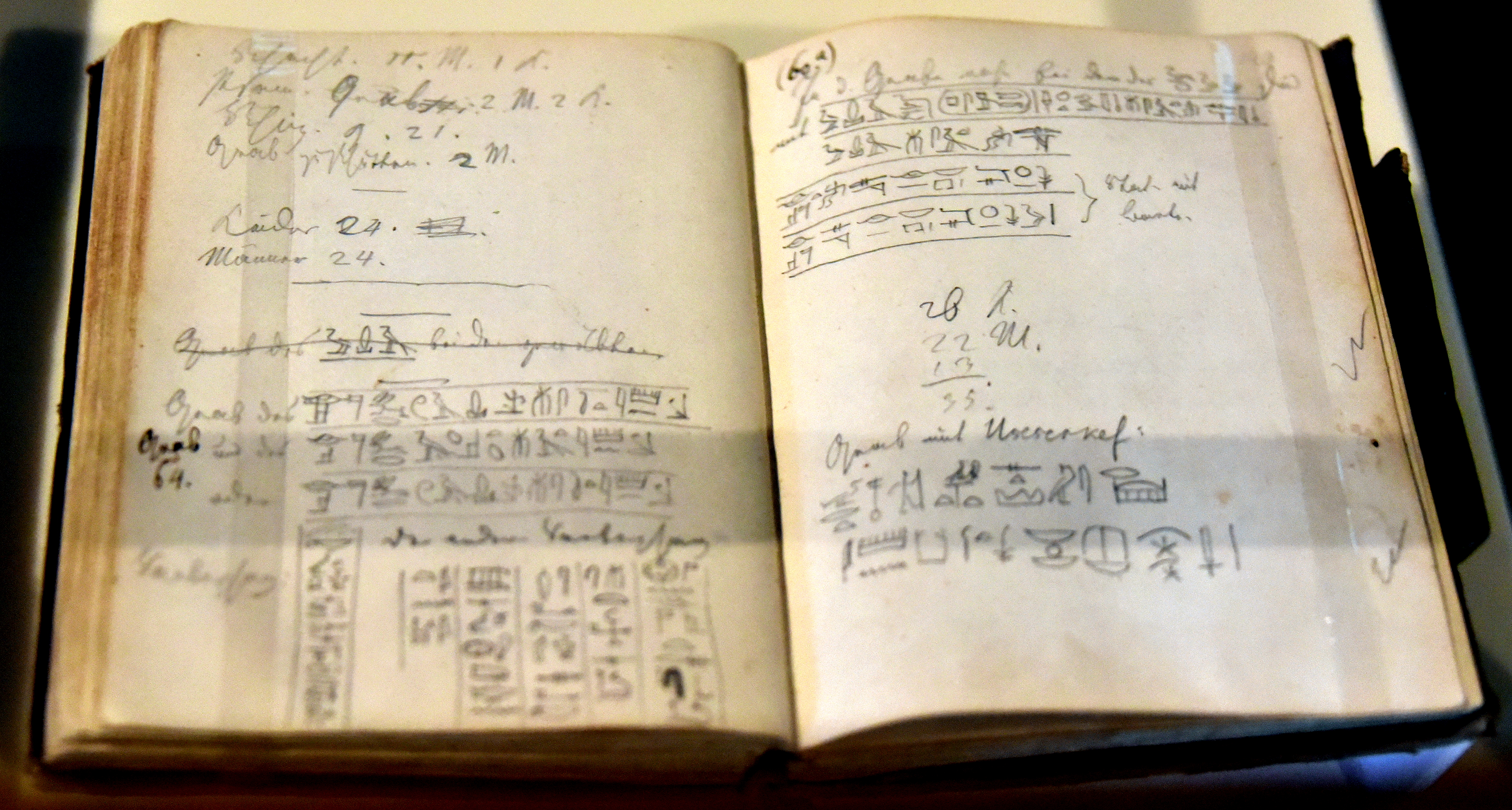
دفتر ملاحظات كارل ريتشارد ليبسيوس مع البعثة البروسية في مصر، 1842-1845. متحف برلين الجديد

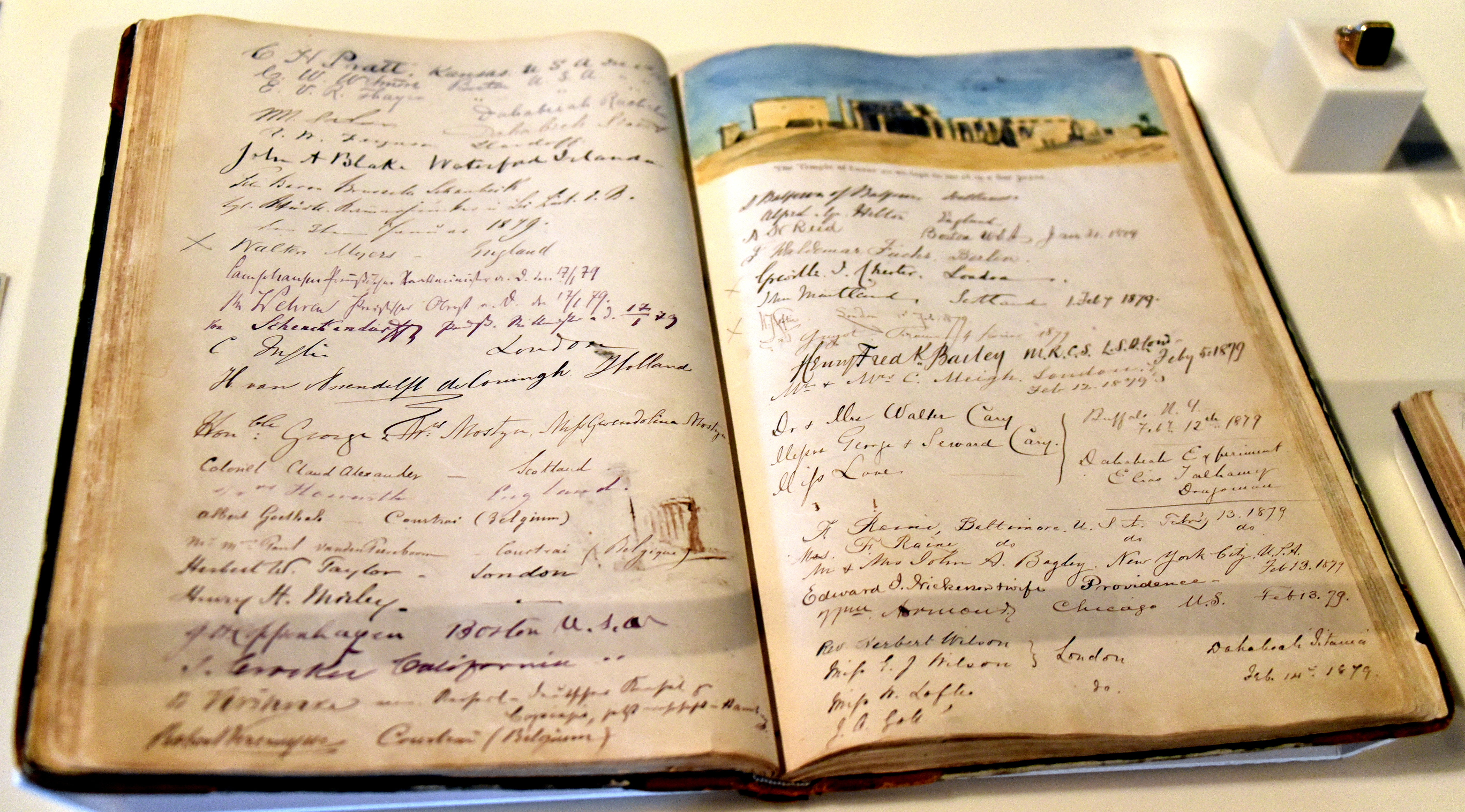
سجل زوار كارل ريتشارد ليبسيوس خلال فترة عمله في طيبة الغربية عام 1844 متحف برلين الجديد

دَرَسَ لبسيوس بشكل منهجي كتاب قواعد اللغة المصرية المنشور بعد وفاة مؤلفه شامبليون عام 1836 ولم يكن قد لاقى قبولاً بشكل واسع بعد. في نفس العام سافر لبسيوس إلى توسكانا للقاء إيبوليتو روزليني، الذي قاد رحلة استكشافية مشتركة إلى مصر مع شامبليون في 1828-1829. في مراسلاته مع روزليني، توسع ليبسيوس في تفسير شامبليون لاستخدام العلامات الأبجدية في الكتابة الهيروغليفية، مؤكداً (عكس رأي شامبليون) أن أحرف العلة لم تُكتب.
عام 1842 كلفه الملك فريدريش فيلهلم الرابع ملك بروسيا (بناءً على توصية من وزير التعليم يوهان أيكهورن والعلماء ألكسندر فون هومبولت وكريستيان تشارلز جوسياس بنسن) بقيادة رحلة استكشافية إلى مصر والسودان لاستكشاف وتسجيل بقايا الحضارة المصرية القديمة على نمط المهمة النابليونية السابقة مع مساحين ورسامين ومتخصصين آخرين. وصلت البعثة إلى الجيزة في نوفمبر 1842 وأمضت ستة أشهر في إجراء بعض الدراسات العلمية الأولى لأهرامات الجيزة وأبوصير وسقارة ودهشور. اكتشفوا 67 هرمًا مسجلاً في قائمة ليبسيوس الرائدة للأهرامات وأكثر من 130 مقبرة لنبلاء في المنطقة. أثناء وجوده عند الهرم الأكبر بالجيزة، نقش لبسيوس جرافيتيبالهيروغليفية لتكريم فريدريك فيلهلم الرابع فوق المدخل الأصلي للهرم؛ ولا يزال مرئيًا هناك. في عام 1843 زار النقعة ونسخ بعض النقوش وهيكل المعبد القائم هناك.
عمل في جنوب مصر وتوقف لفترات طويلة في مواقع مهمة من مصر الوسطى، مثل بني حسن ودير البرشاء، وصل لبسيوس جنوباً حتى الخرطوم، ثم سافر عبر النيل الأزرق إلى ما حول سنار. بعد استكشاف مواقع مختلفة في النوبة العليا والسفلى، عادت البعثة شمالًا ووصلت طيبة في 2 نوفمبر 1844، حيث أقاموا أربعة أشهر في دراسة الضفة الغربية لنهر النيل (مثل معبد الرامسيوم ومعبد رمسيس الثالث ووادي الملوك.، إلخ) وثلاثة شهور أخرى على الضفة الشرقية في معابد الكرنك والأقصر، في محاولة لتسجيل أكبر قدر ممكن من الآثار. بعد ذلك توقفوا في قفط وسيناء ومواقع في الدلتا مثل تانيس، قبل أن يعودوا إلى أوروبا عام 1846.

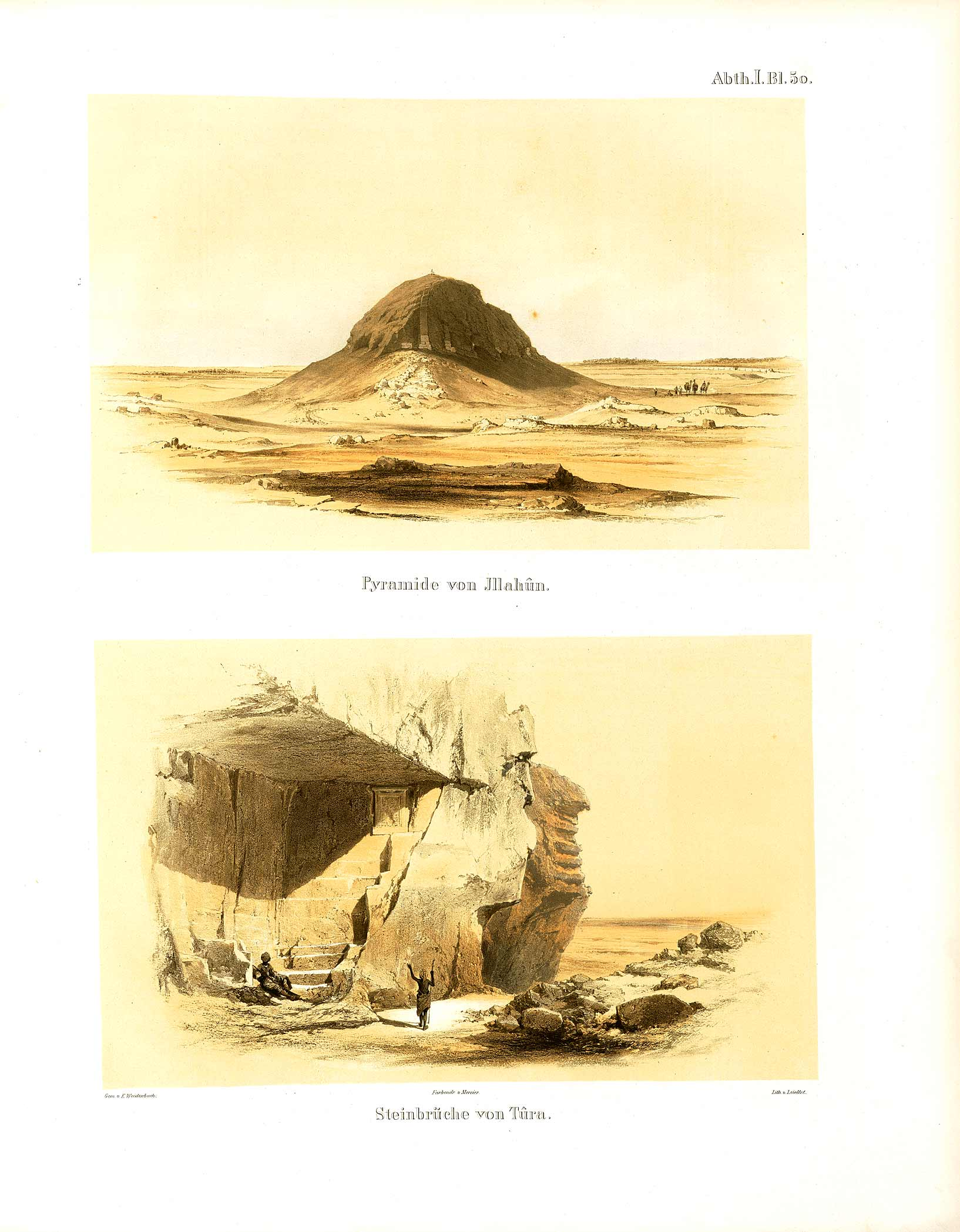
لوحات عن اللاهون وطره من كتاب معالم أثرية من مصر وأثيوبيا

كانت النتيجة الرئيسية لهذه الحملة هي نشر كتاب Denkmäler aus Aegypten und Aethiopien (معالم أثرية من مصر وأثيوبيا) ، في اثني عشر مجلدًا وما يقرب من 900 لوحة من النقوش المصرية القديمة، إضافة للتعليقات والوصف المصاحب لهم. ظلت هذه المخططات والخرائط ورسومات جدران المعبد والمقابر المصدر الرئيسي للمعلومات للباحثين الغربيين حتى القرن العشرين، وهي مفيدة حتى اليوم لأنها غالبًا السجل الوحيد للآثار التي دُمرت أو طُمرت بعدها. على سبيل المثال «الهرم مقطوع الرأس» ظل مفقوداً حتى مايو 2008 عندما أزال فريق بقيادة زاهي حواس كُثباً رملياً بارتفاع 25 قدمًا معيداً اكتشاف القاعدة الفوقية لهرم يُعتقد أنه للملك منكاو حور كايو.
بعد عودته إلى أوروبا عام 1845، تزوج إليزابيث كلاين عام 1846، وعُين أستاذًا للمصريات بجامعة برلين في نفس العام، ومديرًا مشاركاً لمتحف برلين المصري عام 1855؛ وبعد وفاة جوزيبي باسالاكوا عام 1865، أصبح مديرًا للمتحف. في عام 1866 عاد لبسيوس إلى مصر حيث اكتشف المرسوم الكانوبي في تانيس، وهو مرتبط ارتباط وثيق بحجر رشيد، حيث مكتوب على شاكلته باللغتين المصرية (الهيروغليفية والديموطيقية) واليونانية.
كان ليبسوس رئيس معهد الآثار الألماني في روما في الفترة من 1867 – 1880، ومن 1873 حتى وفاته عام 1884، ورئيس المكتبة الملكية في برلين. وكان محررًا لمجلة Zeitschrift für ägyptische Sprache und Altertumskunde، وهي مجلة علمية مهمة في مجال علم المصريات الحديث، ولا تزال تُطبع حتى يومنا هذا. في فترة رئاسته التحيري كلف مصمم الحروف فرديناند ثاينهاردت "Ferdinand Theinhardt" (نيابةً عن الأكاديمية البروسية للعلوم) لوضع خط طباعي للهيروغليفية، أو ما يسمى بخط ثاينهاردت "Theinhardt font" والذي لايزال مستخدماً للآن.
نشر ليبسيوس على نطاق واسع في مجال علم المصريات، ويعتبرأبو الأسلوب العلمي الحديث لعلم المصريات، وهو الدور الذي كان من الممكن أن يلعبه شامبليون لو لم يمت صغيراً. كثير من عمله كان أساسياً في هذا المجال. فهو مبتكر عبارة Totenbuch («كتاب الموتى»). كان أيضًا رائدًا في مجال اللغويات الأفريقية، على الرغم من أن أفكاره الآن تعتبر قديمة. بناءً على عمله في اللغة المصرية القديمة، وعمله الميداني في السودان، قام لبسيوس بتطوير أبجدية قياسية لترجمة اللغات الأفريقية نشرها عام 1855 ثم نقحها عام 1863. يحوي كتابه Nubische Grammatik mit einer Einleitung über die Völker und Sprachen Afrika «نحو نوبي مع تقدمة لشعوب ولغات أفريقيا» المنشور عام 1880 على رسم تخطيطي للشعوب الأفريقية وتصنيف للغات الأفريقية، بالإضافة لقواعد للغات النوبية.

## عائلته
في 5 يوليو 1846 تزوج إليزابيث كلاين (1828-1899) ابنة الملحن برنارد كلاين وحفيدة فريدريك نيكولاي. كان لديهم ستة أطفال، من بينهم الجيولوجي ورئيس جامعة دارمشتات للتكنولوجيا جي. ريتشارد ليبسيوس (1851-1915)، والكيميائي ومدير المصنع الكيميائي جريشيم برنارد ليبسيوس (1854-1934)، ورسام البورتريه وعضوالأكاديمية البروسية للفنون (اعتبارًا من عام 1916) رينهولد ليبسيوس (1857-1929)، والابن الأصغر يوهانس ليبسيوس عالم لاهوت بروتستانتي وإنسانيات ومستشرق.

## مؤلفاته الأبرز

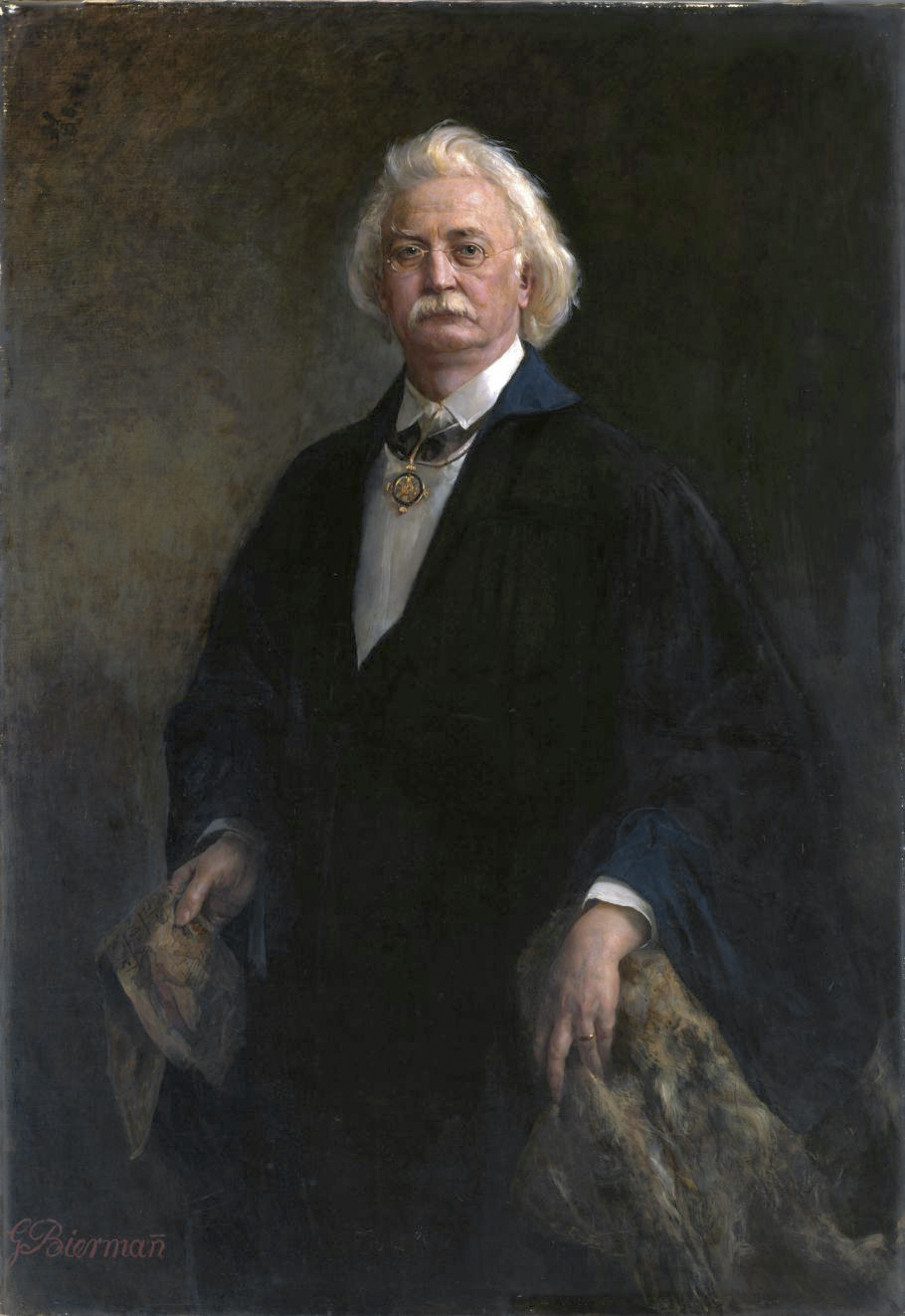
ريتشارد ليسبوس (رسم جوتليب بيرمان, حوالي 1885)

- 1842. Das Todtenbuch der Ägypter nach dem hieroglyphischen Papyrus in Turin mit einem Vorworte zum ersten Male herausgegeben. Leipzig: Georg Wigand. (Reprinted Osnabrück: Otto Zeller Verlag, 1969)
- 1849. Denkmäler aus Ägypten und Äthiopien nach den Zeichnungen der von Seiner Majestät dem Könige von Preußen Friedrich Wilhelm IV nach diesen Ländern gesendeten und in den Jahren 1842–1845. ausgeführten wissenschaftlichen Expedition auf Befehl Seiner Majestät herausgegeben und erläutert. 13 vols. Berlin: Nicolaische Buchhandlung. (Reprinted Genève: Éditions de Belles-Lettres, 1972)
- 1852. Briefe aus Aegypten, Aethiopien und der Halbinsel des Sinai geschrieben in den Jahren 1842–1845 während der auf Befehl Sr. Majestät des Königs Friedrich Wilhelm IV von Preußen ausgeführten wissenschaftlichen Expedition. Berlin: Verlag von Wilhelm Hertz (Bessersche Buchhandlung). Translated into English 1853 Discoveries in Egypt, Ethiopia and the Peninsula of Sinai. London: Richard Bentley. (Reissued by Cambridge University Press, 2010. (ردمك 978-1-108-01711-4))
- 1855. Das allgemeine linguistische Alphabet. Grundsätze der Übertragung fremder Schriftsysteme und bisher noch ungeschriebener Sprachen in europäische Buchstaben. Berlin: Verlag von Wilhelm Hertz (Bessersche Buchhandlung)
- 1856. Über die XXII. ägyptische Königsdynastie nebst einigen Bemerkungen zu der XXVI. und andern Dynastieen des neuen Reichs. Berlin: Gedruckt in der Druckerei der königl. Akademie der Wissenschaften Internet Archive. Translated into English 1858: The XXII Egyptian Royal Dynasty, with some remarks on the XXIV and other Dynasties of the New Kingdom. London: John Murray (Republished by Cambridge University Press, 2010. (ردمك 978-1-108-01739-8)ISBN 978-1-108-01739-8)
- 1860. The Gospel of Mark in the Fiadidja dialect of Nubian also called the Nobiin language. Published in Berlin in 1860. Then edited by Leo Reinisch, and republished by the British and Foreign Bible Society in 1885.
- 1863. Standand Alphabet for Reducing Unwritten Languages and Foreign Graphic Systems to a Uniform Orthography in European Letters, 2nd edition, London/Berlin. (Republished by John Benjamins, 1981. With an introduction by J. Alan Kemp. دُوِي:10.1075/acil.5)
- 1880. Nubische Grammatik mit einer Einleitung über die Völker und Sprachen Afrika's. Berlin: Verlag von Wilhelm Hertz

## وفاته
عانى من قرحة في المعدة تطورت وأصبحت سرطانية. بعد خمسة أسابيع من تناول القليل من الطعام، مات دون ألم في الساعة 9 صباحًا يوم 10 يوليو 1884.